# Rafał Przybylski
Rafał Przybylski (ur. 19 lutego 1991 w Szczecinie) – polski piłkarz ręczny, prawy rozgrywający, od 2019 zawodnik Azotów-Puławy.

## Kariera sportowa
Wychowanek Kusego Szczecin, następnie zawodnik SMS-u Gdańsk, w barwach którego zdobył w sezonie 2009/2010 119 bramek w I lidze. W latach 2010–2012 występował w Nielbie Wągrowiec, będąc w sezonie 2011/2012 jej czołowym strzelcem w rozgrywkach Superligi (112 bramek w 28 meczach).
W latach 2012–2017 był zawodnikiem Azotów-Puławy, z którymi wywalczył trzy brązowe medale mistrzostw Polski. W sezonie 2016/2017, w którym zdobył 153 gole w 32 meczach, zajął 5. miejsce w klasyfikacji najlepszych strzelców Superligi. W barwach puławskiego klubu grał także w Challenge Cup (2012–2015; 40 goli) oraz Pucharze EHF (2015–2016; osiem goli). W lipcu 2017 przeszedł do Fenix Toulouse. W sezonie 2017/2018 rozegrał we francuskiej ekstraklasie 23 mecze i rzucił 77 bramek. Dotarł też ze swoją drużyną do finału Pucharu Ligi Francuskiej – w rozegranym 18 marca 2018 spotkaniu decydującym o zwycięstwie w tych rozgrywkach przeciwko PSG (30:40) zdobył sześć goli. W sezonie 2018/2019 rozegrał w lidze 25 meczów, w których rzucił 71 bramek.
W lipcu 2019 powrócił do Azotów-Puławy, z którymi podpisał trzyletni kontrakt.
W grudniu 2012 został powołany do szerokiej kadry Polski na mistrzostwa świata w Hiszpanii (na turniej ostatecznie nie pojechał). W reprezentacji zadebiutował 4 czerwca 2013 w przegranym meczu ze Szwecją (27:29), w którym zdobył jedną bramkę. Znalazł się w szerokiej kadrze na mistrzostwa Europy w Danii (2014) oraz w rezerwie na mistrzostwa świata w Katarze (2015). W 2017 uczestniczył w mistrzostwach świata we Francji – wystąpił we wszystkich siedmiu meczach, zdobywając 12 bramek (skuteczność: 41%). W eliminacjach do mistrzostw Europy w Chorwacji (2018) rozegrał sześć spotkań i rzucił 18 bramek. W rozegranym w styczniu 2018 w Portugalii turnieju kwalifikacyjnym do mistrzostw świata w Danii i Niemczech (2019) wystąpił w trzech meczach, w których zdobył 10 goli.

## Osiągnięcia
Azoty-Puławy
- 3. miejsce w Superlidze: 2014/2015, 2015/2016, 2016/2017

Indywidualne
- 5. miejsce w klasyfikacji najlepszych strzelców Superligi: 2016/2017 (153 bramki; Azoty-Puławy)[5]